# Fled Bricrenn
Fled Bricrenn [fʴlʴeð 'vʴrʴikʴrʴeN] („Bricrius Fest“) ist der Titel einer Erzählung aus dem 8. Jahrhundert im Ulster-Zyklus der keltischen Mythologie Irlands. Im Lebor na hUidre („Das Buch der dunkelfarbigen Kuh“) und in jüngeren Manuskripten aus dem 15./16. Jahrhundert ist sie überliefert. Die einzelnen Versionen unterscheiden sich durch Textlücken sowie einige spätere Zusätze und Streichungen.

## Inhalt
Der als Unruhestifter wegen seiner boshaften Reden bekannte und gefürchtete Briuga (Großbauer) Bricriu, genannt Nemthenga („Giftzunge“), ein Gefolgsmann des Königs Conchobar mac Nessa lädt die berühmtesten Helden Ulsters zu einem Gastmahl in seine Festhalle (bruiden) ein. Da er droht, sie bei Ablehnung der Einladung mit Schmähreden (Glám dícenn) zu strafen, kommen sie, wenn auch ungern. Bricriu bietet nun allen den Ehrenplatz mit dem Heldenbissen (curad-mir) an, der  nur dem Vorzüglichsten der Anwesenden zusteht. Darüber geraten Loegaire Buadach, Conall Cernach und Cú Chulainn sofort in Streit und wollen einen Kampf beginnen. Der stets um Ausgleich bemühte Dichter (fili) König Conchobars, Sencha mac Ailella, rät ihnen, die Entscheidung einem unabhängigen Schlichter zu überlassen. Aber weder der Schiedsspruch des Königs Ailill mac Máta von Connacht, noch der des Königs Cú Roí von Munster wird von den Streitenden akzeptiert.
Da erscheint ein riesiger Unbekannter mit einem Beil in der Festhalle und erklärt, er werde denjenigen zum besten Helden Ulsters erklären, der bereit sei, ihm den Kopf abzuschlagen, dies jedoch bei Misslingen am nächsten Tage selber erdulden wolle. Zuerst versucht Loegaire Buadach sein Glück, als er es aber nicht schafft, wagt er sich am nächsten Tag nicht mehr zurück. Als nächster ist Conall Cernach an der Reihe, er versagt ebenfalls und kommt nicht mehr in die Halle. Nur Cú Chulainn ist nach seinem vergeblichen Hieb bereit, die Konsequenz zu tragen und erscheint wie versprochen, um seinen Hals darzubieten. Aber der Fremde berührt mit seiner Axt nur leicht Cú Chulainns Nacken und erklärt ihn zum besten Helden Irlands. Dann nimmt er wieder seine tatsächliche Gestalt an – es ist Cú Roí.
Eine Version der Sage spielt in Cathair. Die drei werden von Cú Roí dorthin geschickt, um zu entscheiden, wer Irlands größter Held sei. Jeder muss nachts die Burg bewachen, während Cú Roí sie in Gestalt eines gräulichen Andersweltwesens aus dem Felsspalt Uaigh na gCat („Höhle der Katzen“ bei Cruachain, dem heutigen Rathcroghan im County Roscommon) testet. Vor dem Katzenungeheuer flüchten Loegaire und Conall in das Dachgebälk, während Cú Chulainn mit ihm kämpft und es besiegt – auch hier wird er zum größten Helden gekürt.
In Táin Bó Flidhais („Das Wegtreiben von Flidais’ Rindern“) ist Bricriu durch das Aufstacheln von Fergus mac Róich der Auslöser des Feldzugs der Connachter gegen Mayo. Er schildert diesem die Schönheit der Königin Flidais so sehr, dass Fergus zu ihrer Eroberung aufbricht.
In der Erzählung Scéla mucce Meic Dathó („Die Geschichte von Mac Dathós Schwein“) wird ebenfalls ein Streit um den Heldenbissen geschildert, hier ist Conall Cernach allerdings der Sieger gegen einige Krieger aus Connacht.
Das Gegenteil des streitlustigen Bricriu ist der stets auf Ausgleich bedachte Dichter und Rechtsprecher (fili) von König Conchobar mac Nessa, Sencha mac Ailella.

## Rezeption in der Artussage und im modernen Drama
Sir Gawain and the Green Knight ist die Behandlung des Themas des beheading game („Enthauptungsspieles“) in einem Artusroman. Der Tafelrunden-Ritter Gawain stellt sich hier als einziger der Kontroverse mit dem „Grünen Ritter“, der ihn wie in der alten Vorlage verschont.
Der irische Dichter William Butler Yeats hat 1908 sein Prosa-Drama The Golden Helmet verfasst, dem 1910 die Versfassung in Alexandrinern The Green Helmet folgt, die er selbst als An Heroic Farce bezeichnet. Yeats folgt ziemlich genau der Handlung des alten Stückes unter Einbeziehung des Artus-Epos, wobei er aus bühnenbildnerischen Gründen die Kleidungsfarben ändert. CúChulainn überrascht seine Gefährten in grüner Kleidung, weshalb sie ihn für ein Ungeheuer halten, der eigentliche Gegner erscheint ganz in rot. Die Dialektfärbung des Textes erzeugt eine vom Dichter durchaus gewollte Komik.

## Weblink
- Fled Bricrenn. In: John T. Koch (Hrsg.): Celtic culture: a historical encyclopedia. Band 1, ABC-CLIO, Santa Barbara 2006, ISBN 1-85109-440-7, S. 753.